# Côte de Nacre

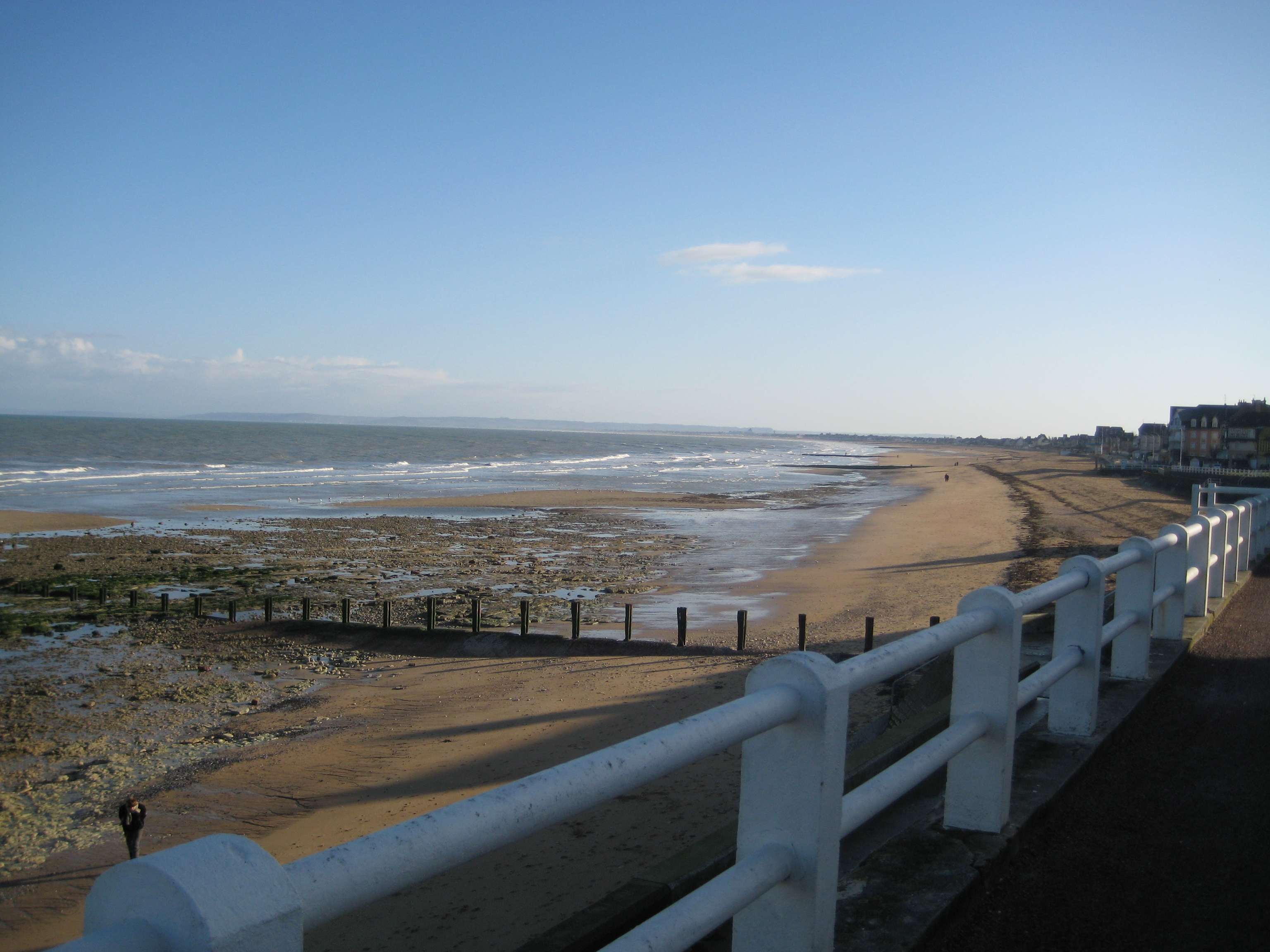
La spiaggia di Lion-sur-Mer, nella Côte de Nacre (Calvados, Bassa Normandia)

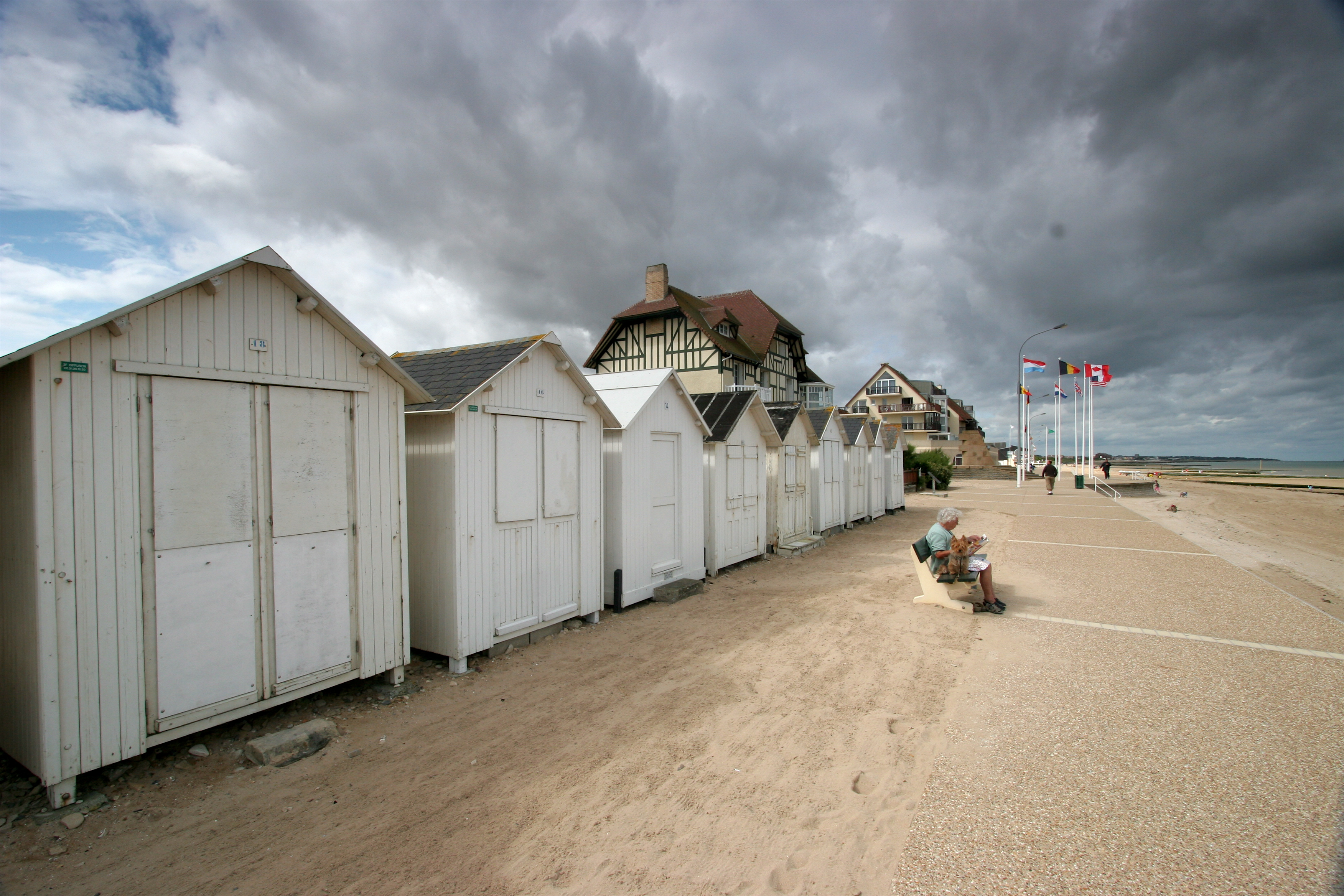
La spiaggia di Bernières-sur-Mer, nella Côte de Nacre

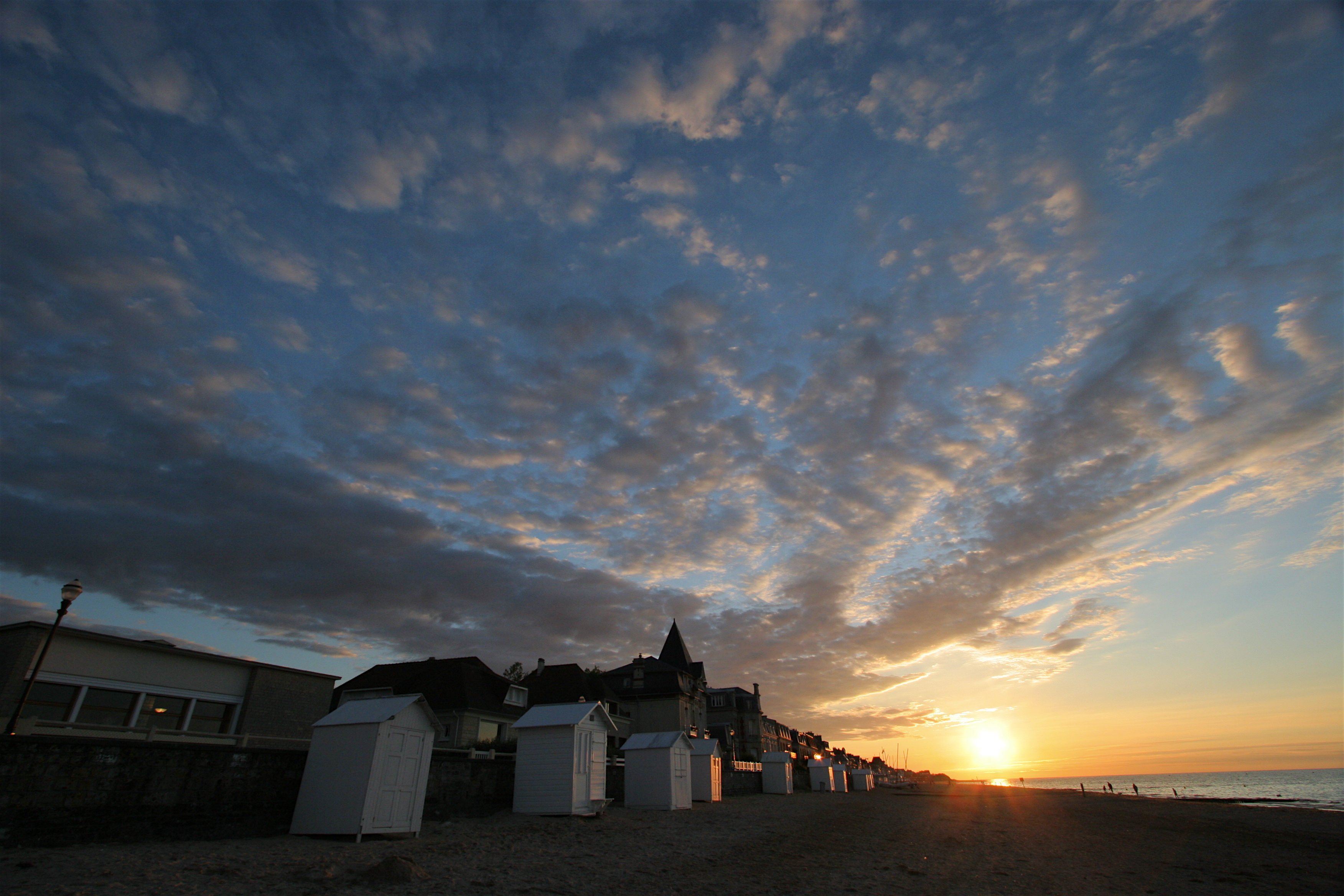
Tramonto sulla spiaggia di Saint-Aubin-sur-Mer, nella Côte de Nacre

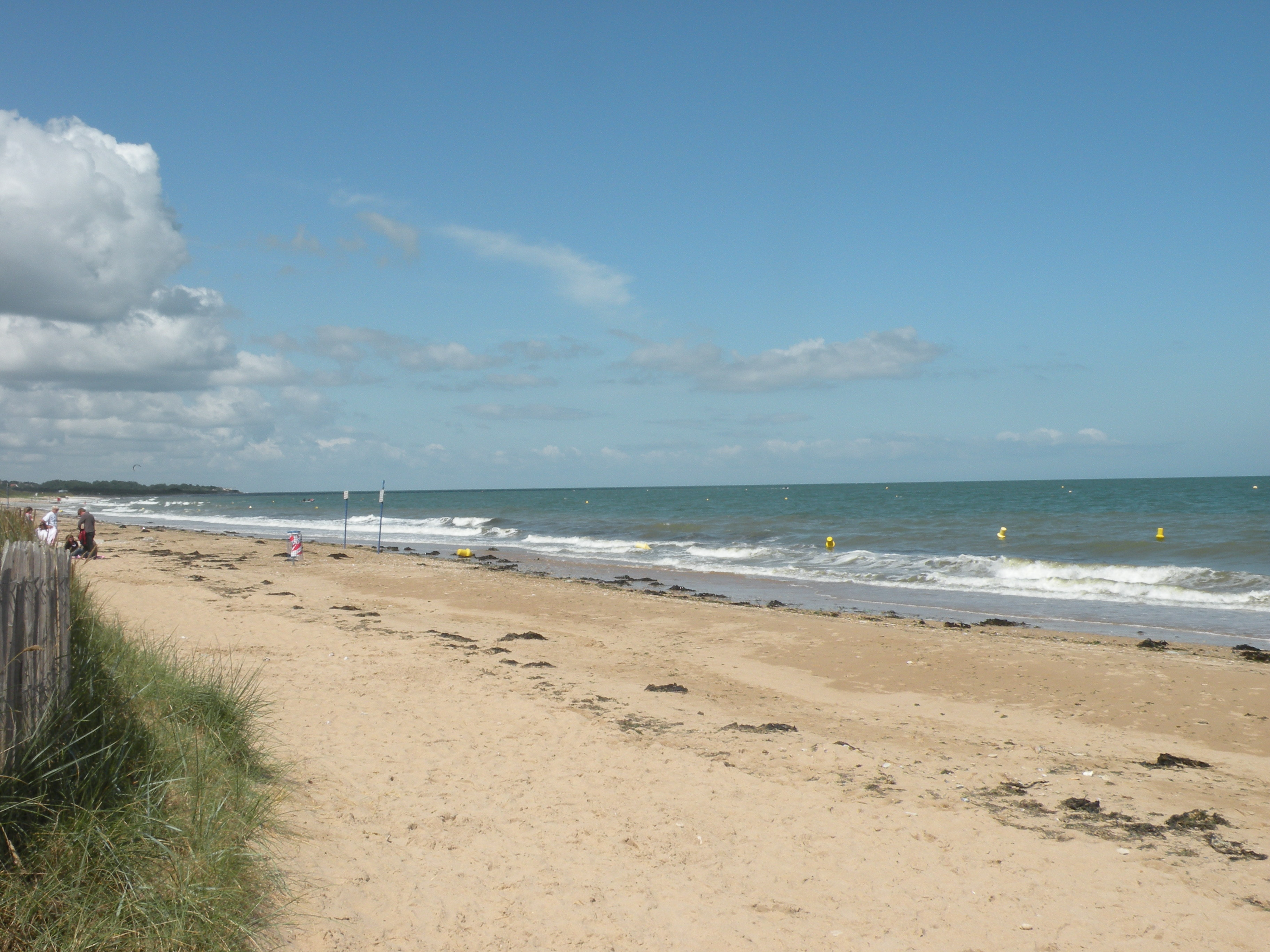
Courseulles-sur-Mer (Côte de Nacre): Juno Beach, una delle spiagge dello Sbarco in Normandia

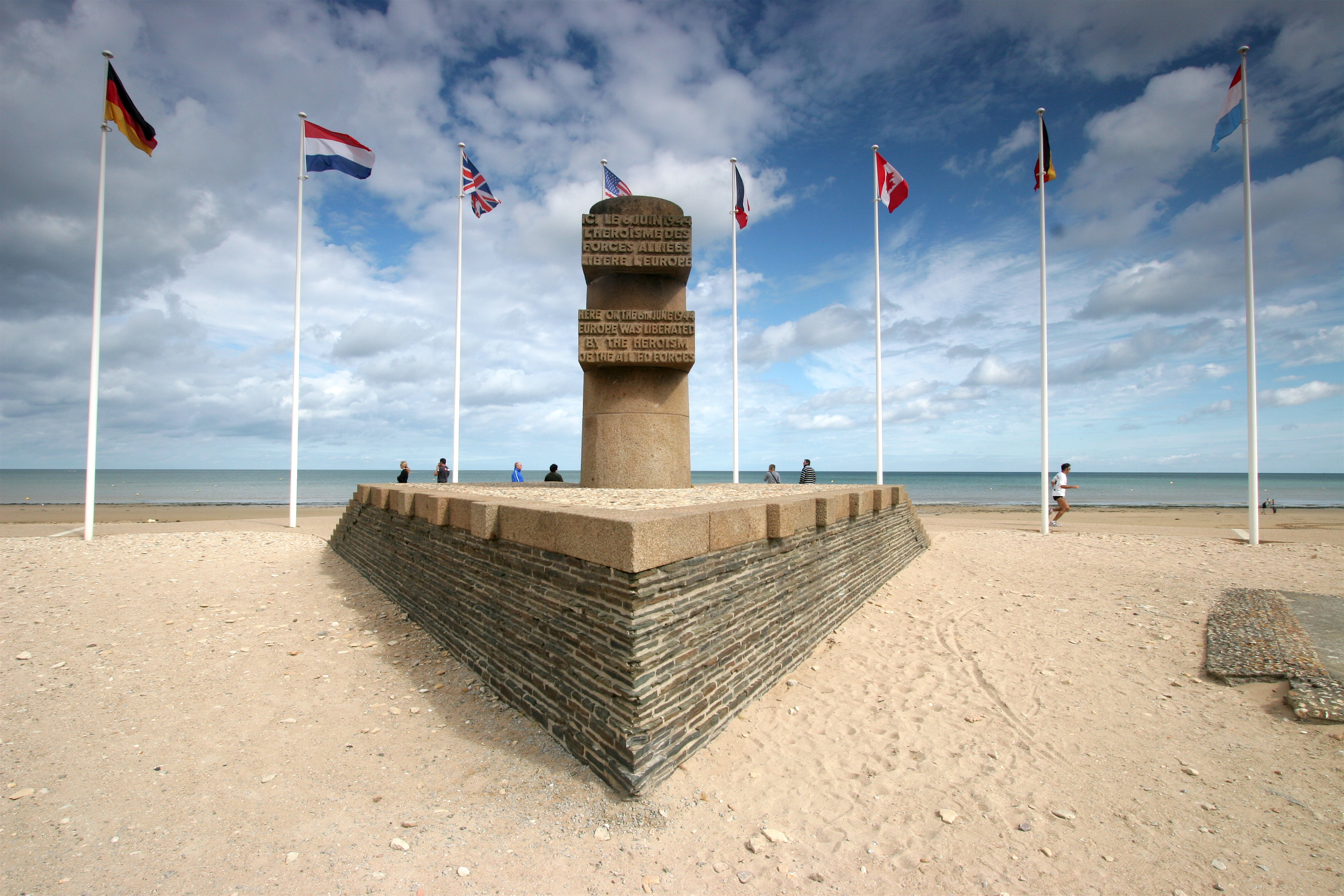
Bernières-sur-Mer (Côte de Nacre): Monumento che ricorda lo Sbarco in Normandia

La Côte de Nacre ("costa di madreperla") è un tratto di costa affacciato sulla Baia della Senna,  nella Manica, della regione francese della Normandia (Francia nord-occidentale) e, più precisamente, del dipartimento del Calvados, in Normandia.
La zona è storicamente famosa come il luogo dove, il 6 giugno 1944, avvenne il celebre sbarco degli Alleati, che diede il via all'Operazione Overlord, nel corso della seconda guerra mondiale. L'evento è ricordato dalla presenza di numerosi cimiteri e musei.
La località principale della costa è Arromanches-les-Bains.

Il termine " Côte de Nacre" risale al XIX secolo.

## Geografia

### Collocazione
La Côte de Nacre è situata nella parte centro-occidentale della costa della Normandia, a sud-est della penisola del Cotentin e ad ovest della Côte Fleurie. I suoi confini sono segnati all'incirca dall'estuario del fiume Vire, ad est, e da quello del fiume Orne, ad ovest,  nonché dalle località di Grandcamps-les-Bains (ad ovest) e Ouistreham (ad est).

### Località
- Arromanches-les-Bains
- Bernières-sur-Mer
- Colleville-Montgomery
- Courseulles-sur-Mer
- Grandcamps-les-Bains
- Hermanville-sur-Mer
- Langrune-sur-Mer
- Lion-sur-Mer
- Longues-sur-Mer
- Luc-sur-Mer
- Ouistreham-Riva-Bella
- Port-en-Bessin-Huppain
- Saint-Aubin-sur-Mer
- Saint-Laurent-sur-Mer

### Capi e promontori
- Pointe du Hoc

## Storia

### Lo sbarco degli alleati

#### Le spiagge dello sbarco nella Côte de Nacre
- Gold Beach, a Longues-sur-Mer
- Juno Beach, a Courseulles-sur-Mer
- Omaha Beach
- Sword Beach

## Monumenti e luoghi d'interesse
- Faro di Ouistreham
- Museo dello sbarco (Musée du Débarquement), ad Arromanches

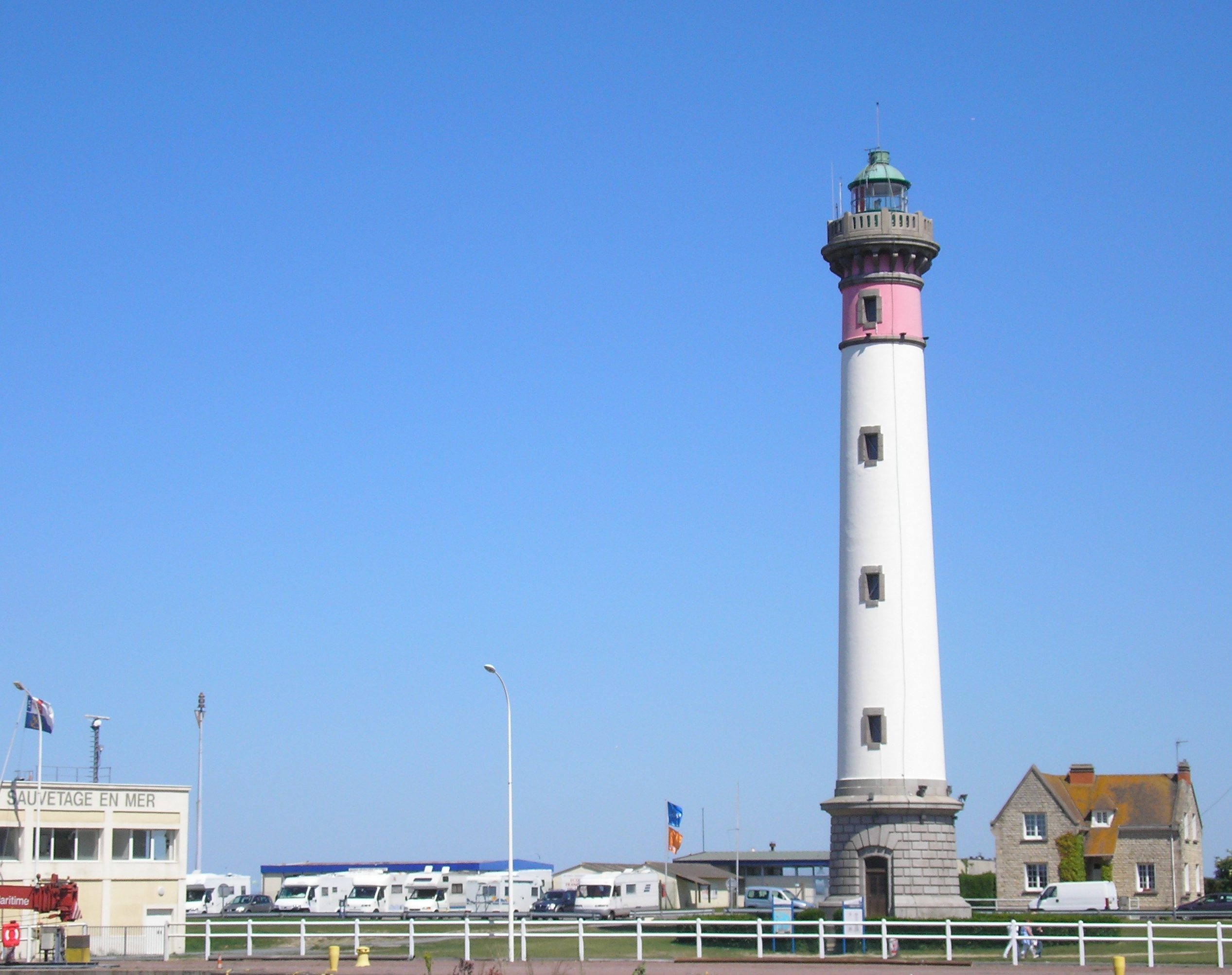
Il faro di Ouistreham